# 氧化铜
氧化銅（化学式：CuO）是铜的氧化物，为黑色固体。不溶于水和乙醇，溶于酸、氯化铵及氰化钾溶液，氨溶液中缓慢溶解。

## 制备
氧化铜可由氢氧化铜的热分解制得：
Cu(OH)2 —353-363 K→ CuO + H2O

## 化学性质
氧化铜在一定温度下，可以被一些具有还原性的气体还原，如氢气、碳、一氧化碳、氨等：
CuO + CO → Cu + CO2
C + 2 CuO → CO2↑ + 2 Cu
{\displaystyle {\ce {CuO~+~H2->[\triangle ]Cu~+~H2O}}}
氧化铜和铝的混合物在灼热时会发生爆炸（铝热反应）：
3 CuO + 2 Al → 2Al2O3 + 3 Cu
氧化铜可溶于酸，形成铜盐，如：
CuO + H2SO4 → CuSO4 + H2O
CuO + 2 HClO4 → Cu(ClO4)2 + H2O